# Antonia Breidenbach
Antonia Breidenbach (* 1996) ist eine deutsche Schauspielerin.

## Leben
Antonia Breidenbach entdeckte mit elf Jahren ihr Interesse für die Schauspielerei und trat für sechs Jahre einer Musicalgruppe bei. Von 2013 bis 2016 erhielt sie Unterricht an einer Schauspielschule für Kinder und Jugendliche in Köln. Seit 2019 vertieft sie ihre Ausbildung im ImproLab Ensemble von Tom Lass mit Sitz im „Actors Space Berlin“.
Antonia Breidenbach wirkte in einigen Fernsehproduktionen mit. Darunter befanden sich Auftritte in der Serie Morden im Norden und in der Folge Absacker von SOKO Köln. Im Jahr 2022 spielte sie in der Episode Was wirklich zählt aus der Fernsehreihe Praxis mit Meerblick die Rolle der Julia Gerber und verkörperte in dem Serienspecial Tod am Kliff der Krimiserie Der Alte als Tochter (Paula Voss) von Hauptkommissar Richard Voss eine Hauptrolle.
Antonia Breidenbach lebt in Berlin.

## Filmografie (Auswahl)
- 2019: Druck (Fernsehserie) – Eskalation
- 2020: Liebe. Jetzt! (Fernsehserie) – Der Kuss
- 2021: SOKO Köln (Fernsehserie) – Absacker
- 2021: Under Water (Kurzfilm)
- 2021: Mirella Schulze rettet die Welt (Fernsehserie)
- 2021: Frau Jordan stellt gleich (Fernsehserie) – Staffel 3
- 2022: Morden im Norden (Fernsehserie) – Wolf
- 2022: Praxis mit Meerblick (Fernsehreihe) – Was wirklich zählt
- 2022: Der Alte (Fernsehserie) – Tod am Kliff
- 2022: SOKO Stuttgart (Fernsehserie) – TenderGirl
- 2022: Der Bozen-Krimi (Fernsehserie) – Familienehre
- 2023: Letzte Spur Berlin (Fernsehserie) – Todesangst
- 2023: Stralsund (Fernsehreihe) – Der lange Schatten
- 2024: Vorübergehend glücklich (zweiteiliger Fernsehfilm)
- 2025: WaPo Elbe (Fernsehserie) – Bumerang
- 2025: Tierärztin Dr. Mertens (Fernsehserie, 5 Folgen)